# J. J. Johnson
Ne pas confondre avec Jay-Jay Johanson, auteur-compositeur-interprète suédois.
Pour les articles homonymes, voir Johnson.
Tromboniste de jazz, J. J. Johnson, de son vrai nom James Louis Johnson, est né le 22 janvier 1924 à Indianapolis et mort le 4 février 2001 dans la même ville.
Grâce à un son tout en rondeur, une technique incroyable et une dextérité proche d’un saxophoniste, Jay Jay Johnson a su faire évoluer l’instrument, démontrant ainsi que le trombone avait sa place au sein du bebop — le tromboniste Bob Brookmeyer dira de lui qu’il est le « Charlie Parker de son instrument » —. Il a probablement été l’un des trombonistes de jazz les plus influents.
Il était également compositeur — il laisse au jazz quelques standards dont Lament, Enigma et Kelo — et arrangeur.

## Biographie

### Les grands orchestres
Après avoir étudié le piano dès l'âge de 9 ans, il commença le trombone à 14 ans. Il commença sa carrière professionnelle aux côtés de Clarence Love en 1941, puis de Snookum Russel en 1942. C'est avec ce dernier qu'il rencontra le trompettiste Fats Navarro. Le jeu de Navarro eut une forte influence sur lui et le fit évoluer vers un phrasé et un son rappelant celui du saxophoniste ténor Lester Young. Il joua dans l’orchestre de Benny Carter de 1942 à 1945 puis, entre 1945 et 1946, rejoignit à New York celui de Count Basie, qui enregistra une de ces compositions. En 1944, il participa à la tournée Jazz at the Philharmonic de Norman Granz.

### Lebebop
En 1946, il quitta Count Basie pour se tourner vers les petites formations du bebop naissant aux côtés, entre autres, de Max Roach, Illinois Jacquet, Sonny Stitt, Bud Powell, Charlie Parker, Woody Herman et Dizzy Gillespie. Son incroyable dextérité pour manier la coulisse — la légende affirme que beaucoup, en l’entendant, crurent qu’il jouait du trombone à pistons — contribua à faire accepter l’instrument dans ce genre aux tempos très enlevés. En 1951, il partit avec le bassiste Oscar Pettiford pour une tournée dans les camps militaires du Japon et de Corée, avant de stopper une première fois sa carrière musicale.

### Jay et Kai
Il revint en 1954, quand le producteur Ozzie Cadena le persuada de monter un quintette avec le tromboniste danois Kai Winding : le «Jay and Kai quintet». Les sonorités des deux musiciens, bien que très différentes, se conjuguant somptueusement, cet ensemble fut un véritable succès musical et commercial qui perdura jusqu’en 1956. Le duo se reforma en 1960 et 1968. Entre-temps, Jay Jay se produisit dans de petites formations autour du hard bop.

### Le compositeur
À partir  des années 1960, J. J. Johnson se consacra de plus en plus à la composition et dirigea divers ensembles. À cette époque, il écrivit ses trois plus célèbres compositions : Lament, Enigma et Kelo. En 1961, il composa pour Dizzy Gillespie Perception, une suite en six mouvements. Il enregistra encore de nombreux albums en tant que soliste, se produisit avec l’ensemble de Miles Davis en 1961, Bobby Jaspar en 1964 et la même année, partit en tournée au Japon et en Europe avec Sonny Stitt.
En 1970, Quincy Jones le convainquit de s’installer en Californie pour composer pour le cinéma et la télévision, ce qu’il fit en écrivant entre autres les musiques des films Les Nuits rouges de Harlem, Cleopatra Jones et Top of the heap, ainsi que des séries télévisées Starsky et Hutch, Mike Hammer et L'Homme qui valait trois milliards. Son investissement dans la composition se fit au détriment de ses apparitions sur scène, même si l’on put le voir encore en 1977 au Japon, en 1984 en Europe, dans une tournée aux États-Unis qui se termina au Village Vanguard en 1987, puis à Paris en 1993. En 1997, atteint d’un cancer de la prostate, il abandonna définitivement le trombone, continuant à se consacrer exclusivement à la composition.
Le 4 février 2001 à Indianapolis, il meurt par suicide.

## Discographie
- 1946 : J.J. Johnson Jazz Quintets (Savoy)
- 1953-54 : The Eminent J.J. Johnson, Vol. 1 (Blue Note)
- 1954-55 : The Eminent J.J. Johnson, Vol. 2 (Blue Note)
- 1957-60 : The Trombone Master (CBS)
- 1958 : Blue Trombone (Columbia)
- 1960 : J.J. Inc. (Columbia)
- 1964 : Proof Positive (Impulse)
- 1988 : Quintergy: Live at the Village Vanguard (Island records)
- 1994 : Tangence (Verve)
- 1996 : Heroes (Impulse)
- 2002 : Origins: The Savoy Sessions (Savoy Jazz)
- 2003 : The J.J. Johnson memorial album (Prestige) compilation

### avecMiles Davis
- 1950 : The Persuasively Coherent (Alto 701)
- 1950 : Miles Davis, Vol. 1 (Session)
- 1950 : Birth of the Cool (Capitol)
- 1954 : Walkin' (Prestige)

### avecColeman Hawkins
- 1957 : The Hawk Flies High (Riverside/OJC)

### avecCharlie Parker
- 1948 : Alternate Masters, Vol. 1 (Dial)
- 1948 : Alternate Masters, Vol. 2 (Dial)
- 1948 : Charlie Parker on Dial, Vol. 6 (Spotlite)

### en duo avecJoe Pass
- 1985 : We'll Be Together Again (Orig. Jazz Classics)

### avecSonny Rollins
- 1957 : Volume 2 (RVG)

### avecHorace Silver
- 1965 : The Cape Verdean Blues (Blue Note)

### avecKai Winding
- 1954 : Jay and Kay (Prestige)
- 1956 : Jay and Kai + 6 (Columbia records)
- 1960 : The Great Kai and J.J. (Impulse!)

### avecKai WindingetBennie Green
- 1949-51 : Trombone by three" (Prestige)
- 1952 : …with Strings (Prestige)

### avecBig Joe TurneretCount Basie
- 1974 : The Bosses (Pablo Records)